# Geert De Baere
Geert De Baere (* 1979 in Antwerpen) ist ein belgischer Jurist. Er ist Richter am Gericht der Europäischen Union.

## Leben und Wirken
De Baere studierte Rechtswissenschaften an der Universität Antwerpen, wo er 2002 seinen Abschluss erwarb. Ein Jahr später erwarb er den Titel Master of Laws am King’s College London. Dort wurde er mit der europarechtlichen Schrift Constitutional Principles of EU External Relations 2007 zum Dr. iur. promoviert. Anschließend arbeitete er als Postdoktorand an der Universität Antwerpen, bevor er 2009 zunächst als Gastdozent an die Katholieke Universiteit Leuven wechselte. Dort stieg er ein Jahr später zum Dozenten und 2015 zum Hauptdozenten auf. Parallel zu seiner akademischen Laufbahn war er von 2007 bis 2009 als Rechtsreferent am Gerichtshof der Europäischen Union bei Generalanwältin Eleanor Sharpston tätig; von 2016 bis 2017 war er im Stab von Richterin Alexandra Prechal tätig.
De Baere wurde am 4. Oktober 2017 zum Richter am Gericht der Europäischen Union ernannt. Von Oktober 2021 bis September 2022 war er dort Kammerpräsident.
Als Rechtswissenschaftler liegen seine Forschungsschwerpunkte insbesondere im internationalen, europäischen und vergleichenden Verfassungs- und Staatsorganisationsrecht.